# Hygrophorus atramentosus
Hygrophorus atramentosus (Alb. & Schwein.) Haas & Haller (1978)

## Descrizione della specie

### Cappello
3,5–8 cm, grigio ardesia con sfumature metalliche, da convesso a piano con centro ribassato. Margine sottile, sovente irregolare, a lungo involuto. Superficie decorata da fibrille radiali nerastre.

### Lamelle
Bianche, a volte con sfumature grigiastre. Annesse o decorrenti, abbastanza spaziate, sottili, unite da nervature sul fondo.

### Gambo
4–6 cm x 8–20 mm, concolore al cappello nella porzione alta, tendente a schiarirsi verso la base. Cilindrico, pieno, leggermente ingrossato verso la base.

### Carne
Bianca, leggermente grigia sotto la cuticola.
- Odore: lieve ma caratteristico.
- Sapore: dolce.

### Spore
7-8,5 x 4,5-5,5 µm, ellittiche, lisce, bianche in massa.

## Habitat
Sotto abete rosso, eventualmente misto a faggio. In terreno calcareo. Raro, a piccoli gruppi. Il micelio fruttifica in autunno, tipicamente dopo quello di Hygrophorus camarophyllus.

## Commestibilità
Ottima. Dal sapore leggermente affumicato

## Specie simili
- In passato è stato talvolta considerato una varietà cromatica del più noto e più comune Hygrophorus camarophyllus dal quale però si distingue, oltre che per il colore grigio anziché bruno, per l'aroma diverso e la crescita più tarda.
- È confondibile anche con l'Hygrophorus marzuolus, che tuttavia cresce solo in primavera.
- È morfologicamente simile all'Hygrophorus calophyllus che tuttavia si distingue facilmente per il colore rosa delle lamelle.
- Attenzione a non confonderlo con l'Hygrophorus agathosmus il quale, a differenza delle tre specie precedenti, è di qualità alimentare scadente e presenta un tipico odore di mandorle amare.

## Etimologia
Dal latino Atramentus = liquido nero (per il suo colore).

## Sinonimi e binomi obsoleti
- Hygrophorus camarophyllus ss. Bresadolae
- Hygrophorus camarophyllus var. atramentosus (Albertini & Schweinitz) Papetti